# Македонисти
Македонисти (или македономани) је термин који се користи за словенско и остало становништво Северне Македоније које се по националној припадности изјашњава као Македонци. Користи се у Бугарској, Србији и Грчкој међу онима који не признају македонску националну посебност и као критика македонске јавности која све македонске староседеоце који имају српску, бугарску, грчку или цинцарску националну свест називају Македонцима и присвајају их свом етничком корпусу проглашавајући их за србомане, бугараше, гркомане и румунаше. У исто време односи се и на све друге народе нарочито Цинцаре који су помакедончени, односно који су прихватили македонску националну свест.